# 法爾茅斯大學
法爾茅斯大學（英語：Falmouth University）是一所位於英國康沃爾郡法爾茅斯和彭林的藝術大學，歷史可追溯至1902年，2005年3月獲得頒發學位許可，2008年4月與達林頓藝術學院合併。2012年12月9日獲大學資格。

## 外部連結
- 官方网站
- Combined Universities in Cornwall
- FXU Student Union （页面存档备份，存于）
- Dartington Merger

50°10′15″N 05°07′31″W / 50.17083°N 5.12528°W